# Зрењанинска гимназија
Зрењанинска гимназија је једна од највећих школа и најстаријих гимназија у Републици Србији. Основана је 1846. године, и до сада ју је завршило преко 20.000 ученика. Октобра 2006. године обележила је 160 година рада. Директор школе је Милан Радаковић, професор историје. Школу похађа 1092 ученик у 40 одељења друштвено-језичког, општог и природно-математичког типа. Сваке године се уписује и по један смер који похађа наставу на мађарском језику и једно одељење за ученике с посебним способностима за рачунарство и информатику.
Децембра 2004. године, Зрењанинска гимназија је укључена у један сегмент пројекта „Comeius Sokrates” заједно са школама из Немачке, Мађарске, Словеније, Пољске и Италије.
Од 2005. год. реализује се пројекат упознавања култура словенских народа у којем је Зрењанинској гимназији партнер Гимназија бр. 639 из Москве.
У периоду од 1962. до 1993. године гимназија је носила име „Коча Коларов”, под бившем ученику ове гимназије Владимиру Кочи Коларову (1914—1941), песнику и револуционару.
Један од професора и директор гимназије 1954-1977 био је Иван Лерик о коме је снимљен филм.